# Axel Sundermann
Axel Sundermann (* 23. Januar 1968 in Lemgo) ist ein ehemaliger deutscher Fußballspieler und Bundesligaprofi.
Sundermann begann in der Jugend beim VfL Lieme und dem TBV Lemgo. In der Saison 1988/89 gab er sein Debüt bei Hannover 96, in seiner ersten Saison kam er auf sieben Partien. Sundermann wechselte zur Saison 1994/95 zum SC Freiburg, dort spielte der Abwehrspieler bis 1997 in der ersten Liga.
Zur Spielzeit 1997/98 ging Axel Sundermann zum VfL Bochum, für den er sowohl in der Bundesliga, als auch 2. Bundesliga spielte.
2002/2003 wechselte Sundermann zum SC Verl in die Regionalliga und bestritt 21 Drittligapartien. Nach dieser Saison beendete er seine Karriere.
Axel Sundermann bestritt insgesamt 139 Spiele in der Bundesliga. 2004 gründete er mit Thomas Vogel und Christoph Leutrum ein Unternehmen, das Fußballspieler vermittelt und berät. Als Trainer betätigte er sich in der Jugendfußballschule von Thomas Seeliger.
Von 2018 bis 2021 war er Trainer beim SC Weitmar 45. Seit dem 1. Juli 2023 trainiert er den FC Altenbochum.

## Erfolge
DFB-Pokalsieger 1992 mit Hannover 96

## Weblink
- Axel Sundermann in der Datenbank von fussballdaten.de